# Divlji zapad
Divlji zapad, poznat i kao Američka granica ili Američki Stari zapad (eng. Wild West, American frontier, American Old West), naziv koji podrazumijeva predio današnjeg SAD-a zapadno od Mississippija u razdoblju nakon 1848. godine ili između Građanskog rata i kasnog 19. stoljeća, u vrijeme kada su doseljenici s istočne obale SAD-a počeli pristizati i kolonizirati američki zapad i kada još na tom teritoriju nije bila provedena teritorijalna podjela i uvedena postojana državna vlast i pravni sustav. Tim imenom su obuhvaćeni mitovi, legende, pripovijesti i vjerovanja (mnoga od kojih su istinita) skupljena po zapadnim Sjedinjenim Državama od okvirno 1860. do 1890. godine. To je doba osnivanja novih naselja na zapadu, gradnje željeznice, sukoba s Indijancima, pustolova i lutalica, trapera, odmetničkih bandi i revolveraša, lovaca na ucjene, šerifa, lovaca na bizone, farmi i rančeva i zlatne groznice.
Kao okruženje u brojnim književnim i filmskim djelima, to razdoblje i područje ubrzo su postali toliko popularni da su doveli do razvoja vlastitog žanra zvanog Western, u kojima je često predstavljena romantična slika ere koju obilježavaju izolirani slučajevi nasilja, ali i koji su potaknuli interes u njegovu stvarnu povijest. Povijesna revizija primijećuje kako se određeni interesi (najznačajnije kauboji, Indijanci, poslovni ljudi i vlada Sjedinjenih Država) stalno sukobljavaju, te kako ih nekoliko izvora naziva i „zapadnim građanskim ratom za pripajanje” koji je ustanovio vlast Sjedinjenih Država nad tim područjem. Iako je stari zapad često viđen kao neobično nasilan, neki prosuđuju da je on bio „daleko civiliziraniji, mirniji i sigurniji od današnjeg američkog društva”.

## Divlji zapad: 1865. – 1889.
Dok je u istočnim Sjedinjenim Državama počinjala druga industrijska revolucija koja je počela oko 1871. godine, zapadna granica počela se sve gušće naseljavati. U ranim danima divljeg zapada, velik dio zemlje bio je u javnom vlasništvu, otvoren za iskorištavanje i u stočarstvu i u ratarstvu. U većem dijelu divljeg zapada bilo je malo ili nimalo mjesnog provođenja zakona, a vojska je samo na nekim mjestima imala koncentriranu prisutnost. Američki lovci na bizone, radnici na željeznici, lutalice i vojnici sukobljavali su se oko sitnica, koja su često završavala pucnjavama gdje su ljudi ginuli "s čizmama na nogama" (izraz koji označava aktivnu smrt, za razliku od smrti od starosti u krevetu, ili "s papučama na nogama").
U gradovima, državne ustanove, plesne sale i saluni zadovoljavali su potrebe teksaške trgovine stokom. Povijesni Put Chisholm bio je korišten za gonjenje stoke. Put je bio dug oko 1300 kilometara, od južnog Teksasa to grada Abilene u Kansasu, i bio je u uporabi od 1867. do 1887. godine za gonjenje stoke prema Kanzaškoj tihooceanskoj željeznici gdje su morskim putovima isporučavani prema istoku.
Krađa stoke (cattle rustling) bila je ponekad smatrana teškim zločinom i za goničke ekspedicije uvijek je predstavljala rizik, a koja je mogla završavati linčovanjem kradljivaca stoke (iako je većina ovakvih priča samo u fikciji). Pogotovo su meksički kradljivci stoke predstavljali velik problem tijekom Američkog građanskog rata kada su meksičku vladu optuživali da tu naviku podupire. Na isti način su Teksašani krali stoku iz Meksika, plivajući preko Rio Grandea.

### Dodge City
Utvrda Dodge u Kanzasu ustanovljena je 1859. i otvorena 1865. godine na stočnom putu Santa Fe u blizini današnjeg grada Dodge Cityja u Kanzasu. Utvrda je pružala nešto zaštite poštanskim i civilnim vozilima, a služila je kao logistička baza za trupe u Indijanskim ratovima. Do kraja 1872. željeznica je prošla kroz Kansas. Dodge city je stekao utvrdinu ostavštinu bezakonja i revolveraških obračuna, kao i zloglasno groblje Boot Hill. Utvrda je korištena do 1878. godine. 
Dodge City je bio glavni grad lova na bizone sve dok masovni pokolj nije uništio ogromna stada i ostavio preriju zagađenu raspadajućim lešinama. Zakon i red stigli su u Dodge City s provoditeljima zakona kao što su W. B. 'Bat' Masterson, Ed Masterson, Wyatt Earp, Bill Tilghman, H. B. 'Ham' Bell and Charlie Bassett. Grad je uveo propis prema kojemu je zabranjeno nositi vatreno oružje sjeverno od željezničke pruge. Južna strana nije bila tako dobro zakonski uređena. Utvrda Dodge zatvorena je 1882. godine, a mećava u siječnju 1886. dovela je do prestanka gonjenja stoke u tom području.

### Divlji Bill Hickok i Calamity Jane
Nakon Građanskog rata, Divlji Bill Hickok postao je vojni izviđač i profesionalni kockar. Hickokovo ubojstvo puškom Whistlera Mirotvorca imalo je utjecaja u onemogućavanju ujedinjenja Indijanaca iz plemena Sioux kako bi se oduprli doseljeničkim upadima u područje Black Hills (Crna brda). 1876. godine Calamity Jane naselila se u području gradića Deadwood u Južnoj Dakoti, u području Black Hills gdje je nakon zajedničkog putovanja prijateljevala s Divljim Billom Hickokom i Charlijem Utterom. Jane je kasnije tvrdila da je s Hickokom bila u braku i da je on otac njezinog djeteta, ali na to se gleda sa skepsom.
2. kolovoza 1876. godine, dok je igrao poker u Deadwoodu (koji je onda bio dio teritorija Dakote, ali na indijanskoj zemlji), Hickok nije uspio naći slobodno mjesto u kutu u kojem je uvijek sjedio kako bi se zaštitio od napada s leđa, te je sjeo s leđima okrenutim prema vratima. Na nesreću, njegova prethodna predostrožnost pokazala se mudrom jer ga je revolverom kalibra .45 iza leđa upucao Jack McCall. O motivu ubojstva još se raspravlja. U trenutku smrti, Hickok je u ruci držao par asova i par osmica, sve u crnoj boji, što se od onda naziva "mrtvačevim kartama" (dead man's hand).
1876. godine, Calamity Jane je u području Deadwooda njegovala žrtve epidemije boginja. 1891. se udala za Clintona Burkea nakon što su nekoliko godina živjeli zajedno.

### Rat u okrugu Lincoln
Rat u okrugu Lincoln između dvije utvrđene strane dogodio se 1877. godine. Ovaj "rat" vodili su bogati rančeri s jedne i posjednici trgovačkog monopola u okrugu Lincoln u Novom Meksiku. Istaknut borac na strani rančera bio je Billy the Kid, zloglasni pogranični odmetnik i ubojica. Uživao je glas kao ubojica 21 čovjeka, jedan za svaku godinu svog života, ali je taj iznos vjerojatno bliži broju 9 (četvero osobno i 5 uz pomoć drugih).

### Jamesova banda
Kriminalac Jesse James bio je na zlu glasu zbog svojih djela na divljem zapadu, iako ga senzacionalistički mediji tog vremena oslikavaju kao suvremenog Robina Hooda. James i njegovi zemljaci su svojim putem po zapadnoj granici pljačkali banke, vlakove, poštanske kočije i prodavaonice od Iowe do Teksasa. Izbjegavajući čak i Nacionalnu detektivsku agenciju Pinkerton, banda je opljačkala na tisuće dolara. Vjeruje se da je James svoju prvu pljačku po danu izveo u doba mira, ukravši 60 tisuća dolara iz banke u mjestu Liberty u Missouriju. Iako je James zlostavljao rukovoditelje izgradnje željeznice, koji su nepravedno prisvajali privatna zemljišta, moderni biografi bilježe da je to činio radi vlastite koristi - njegova humanitarna djela više su fikcija nego činjenica.

### Indijanski ratovi na Zapadu
U ratovima protiv Apača i Navaho Indijanaca pukovnik Christopher "Kit" Carson borio se protiv Apača oko rezervatâ 1862. godine. Okršaji između SAD-a i Apača nastavljaju se do 1886. godine kada se Geronimo predaje američkim snagama. Kit Carson je u tim bitkama provodio politiku spaljene zemlje, paleći polja i domove Navaha, kradući i ubijajući njihovu stoku. U tome su mu pomagali druga Indijanska plemena koja su s plemenom Navaho bila u dugotrajnom neprijateljstvu, prvenstveno Ute. Kasnije se borio protiv zajedničkih snaga plemena Kiowa, Komanča i Čejena, što je završilo pat pozicijom u Prvoj bitci kod zida od nepečene cigle, ali i uništenim indijanskim selom i zimskim zalihama. 27. lipnja 1874. 'Bat' Masterson i manja skupina lovaca na bizone borila se protiv puno većih indijanskih snaga u Drugoj bitci kod zida od nepečene cigle.
Rat Crvenog Oblaka vodio je poglavica plemena Lakota, (Lakotanski: Makpija Luta, Crveni Oblak) i to je bio najuspješniji rat protiv SAD-a tijekom Indijanskih ratova. 1868. je postignut Sporazum Fort Laramiea u kojemu SAD plemenu Lakota daje velik rezervat bez vojne prisutnosti ili nadzora, naselja i bez prava na izgradnju cesta. Rezervat je obuhvaćao cijelo područje Black Hills.
Kapetan Jack bio je poglavica indijanskog plemena Modoc u Kaliforniji i Oregonu i njihov vođa u Modoškom ratu. S 53 modoška ratnika, Kapetan Jack zadržavao je oko tisuću američkih vojnika punih 7 mjeseci. Ubio ga je Edward Canby.
Rat Black Hillsa vodili su Lakote pod vodstvom Bika Koji Sjedi i Ludog Konja. Ovaj sukob počeo je nakon neprestanog kršenja Sporazuma Fort Laramie nakon što je u brdima otkriveno zlato. Jedna od najpoznatijih bitaka od svih Indijanskih ratova bila je bitka kod Little Bighorna u kojoj su ujedinjene snage Sijuksa i Čejena porazile 7. konjičku pukovniju potpukovnika Georgea Armstronga Custera.
Masakr kod Wounded Kneeja (Ranjenog Koljena) 28. prosinca 1890. u kojemu je američka 7. konjička pukovnija poubijala oko 200 Sijuksa i polubrata Bika Koji Sjedi imena Veliko Stopalo. Samo trinaest dana prije toga, samog Bika Koji Sjedi i njegovog sina Vranino Stopalo u borbi protiv Indijanske policije koju je radi njihovog uhićenja poslala vlada SAD-a.

### Obračun kod O.K. korala
Obračun kod O.K. korala bio je na divljem zapadu događaj legendarnih proporcija. 'Bat' Masterson je u Tombstoneu u Arizonu posjetio Wyatta Earpa i otišao kratko prije njega. Obračun se dogodio u srijedu popodne 26. listopada 1881. na praznoj parceli pod imenim 'parcela broj 2', u bloku kuća broj 17 iza korala u Tombstoneu. U samo 30 sekundi ispaljeno je 30 metaka. Wyatt Earp, Doc Holliday, Virgil Earp i Morgan Earp borili su se protiv Billyja Claibornea, Franka McLauryja, Toma McLauryja, Billyja Clantona i Ikea Clantona. Oba McLauryja i Billy Clanton bili su ubijeni.

### Predstave o Divljem zapadu Buffalo Billa
Graničar i šoumen Buffalo Bill (William Cody) putovao je po Sjedinjenim Državama glumeći u predstavama koje su djelomično vezane uz njegove pustolovine na Zapadu. Njegove uloge u pravilu su uključivale događaj na Warbonnet Creeku 1876. gdje je skalpirao čejenskog ratnika, navodno kao odmazda za smrt Georgea Armstronga Custera.
U Omahi u Nebraski 1883. je osnovao "Buffalo Bill Wild West Show", atrakciju nalik cirkusu koja je jednom godišnje pravila turneje. U njemu se pojavljuju Annie Oakley i Bik Koji Sjedi. 1887. je svoju predstavu izveo u Londonu kao dio proslave jubileja kraljice Viktorije, te na turneji po Europi 1889.

### Pucnjava u gradiću Frisco
Elfego Baca postao je pri kraju divljeg zapada legendaran predstavnik zakona. 1. prosinca 1884. godine u gradiću Frisco (sada Reserve, Novi Meksiko), Baca je uhitio skupinu kauboja koji su nasumce pucali po gradi i prema samom Baci. Nakon prijetnji prijatelja uhićenika, Baca se sklanja u jednoj kući. Uslijedio je obračun s kaubojima, banda od 80 pomoćnih farmera napalo je kuću.
Prema opće prihvaćenoj priči, u kuću je ispaljeno preko 4000 hitaca - od kojih Bacu nije pogodio nijedan. Tijekom opsade Baca je ubio četvero napadača i ozlijedio još osam. Nakon 36 sati, napad je završio kada su kauboji ostali bez streljiva, a Baca išetao iz kuće neozlijeđen. U svibnju 1885. godine Baca je optužen za ubojstvo jednog od kauboja koji je sudjelovao u napadu. U kolovozu 1885. oslobođen je optužbe nakon što su vrata te kuće prihvaćena kao dokaz - u njima je bilo preko 400 metaka.

## Od 1890.

### Nestajanje granice
Američki jedanaesti popis stanovništva poduzet je u 1890. godini i njegov glavni administrator proglasio je da jasna granica naseljenosti više ne postoji; Frederick Jackson Turner zaključuje da kontinentalne granice na zapadu više nema. Njegova iznimno utjecajna Disertacija o granici bavila se puno ranijim razdobljem. Otkrićem zlata u Klondikeu 1896. godine otvara se nova granica u nepreglednom sjevernom teritoriju. Posljednja granica postala je Aljaska.

### Pogranični pljačkaški pohodi
Nakon napuštanja službe svom ocu, Pancho Villa otišao je u bandite u gradiću Durango, a kasnije i meksičkoj državi Chihuahua. Nekoliko puta je bio uhićivan za zločine od razbojništva do krađe konjâ i stoke, ali je utjecajnim poznanstvima uvijek osiguravao izlazak na slobodu. Kasnije je postao kontroverzni revolucionarni junak, vodeći skupinu meksičkih pljačkaša u napadima protiv raznih režima, a tražila ga je i vlada SAD-a.